# Chiesa della Misericordia (Piombino)
La chiesa della Misericordia è un edificio sacro che si trova in piazza Manzoni a Piombino ed è uno dei più antichi monumenti religiosi ancora esistenti in città.

## Storia e descrizione
Originariamente dedicata a san Giovanni Battista, fu edificata nella prima metà del XIII secolo. Si tratta di una chiesa con una sola navata con abside, in stile romanico. Nel corso dei secoli ha subito numerosi interventi come ad esempio l'apertura delle cappelle sulla destra. Cambiò anche varie denominazioni ed ordini religiosi essendo anche per un periodo sede dei frati francescani, che edificarono il loro convento attiguo alla chiesa nel XVI secolo.
Dell'antica chiesa restano oggi probabilmente solo l'impianto e il paramento lapideo della parte inferiore della facciata. L'edificio venne rifatto nel 1515.
All'interno sono conservati alcuni bei frammenti lapidei probabilmente provenienti dalla fabbrica originaria, di diversa datazione. Il Crocifisso all'altare del transetto è del XVI secolo.
Di epoche successivi i due palazzi (guardando la chiesa) sulla destra e sulla sinistra; il primo, l'antico convento si pensa risalire al XIV secolo e conserva al suo interno un tipico portico in stile tardo romanico e vari stemmi, sia interni che in facciata; l'edificio sulla destra è del XVI secolo e fu costruito per volontà di Jacopo VI Appiani, come principale ospedale cittadino dell'epoca, dedicato alla Santissima Trinità e a san Giovanni di Dio.